# Aeropro
Aeropro — колишня регіональна авіакомпанія Канади зі штаб-квартирою у місті Квебек (Квебек).
Авіакомпанія здійснювала регулярні і чартерні рейси по всій провінції Квебек, головним транзитним вузлом (хабом) Aeropro був Міжнародний аеропорт Квебек імені Жана Лесажа. У власності компанії також перебували кілька аеропортів місцевого значення в провінції Квебек.
Компанія припинила свою діяльність 4 серпня 2010 року.

## Загальні відомості
Авіакомпанія Aeropro була заснована в 1988 році.
1 серпня 2010 року Міністерство транспорту Канади після проведеної перевірки заборонило виконання будь-яких рейсів Aeropro, пояснюючи дане рішення знайденими численними порушеннями авіакомпанії в галузі авіаційної безпеки і систематичним невиконанням вимог Міністерства транспорту країни. На наступній день офіційні особи Міністерства заявили, що керуюча компанія 2553-4330 Quebec Inc. неодноразово нехтувала вимогами профільних відомств, що стосуються змісту і технічного обслуговування власних повітряних суден.
4 серпня 2010 року Aeropro припинила своє існування. На момент закриття компанії в її штаті працювало близько 200 співробітників.

## Флот
Згідно з даними Міністерства транспорту Канади на червень 2010 року повітряний флот авіакомпанії Aeropro складали наступні літаки||No. of Aircraft
(TC list):
- Beechcraft King Air BE-A100 — 4 одиниці;
- Embraer EMB-110P1 Bandeirante — 2 одиниці;
- Piper PA-31 Navajo — 8 одиниць;

## Аеропорти
Станом на лютий 2009 року авіакомпанія Aeropro виконувала регулярні рейси в такі аеропорти провінції Квебек:
- Міжнародний аеропорт Квебек імені Жана Лесажа
- Аеропорт Бонавентура
- Аеропорт Гаспе
- Аеропорт Ліз Іль-де-ла-Мадлен
- Аеропорт Рів'єр-дю-Лу
- Аеропорт Шербрук
- Аеропорт Труа-Рів'єр

Згідно з даними приватної аеронавігаційної компанії NAVCANADA у власності авіакомпанії Aeropro знаходилися такі аеропорти місцевого значення провінції Квебек:
- Аеропорт Гавр-Сент-П'єр
- Аеропорт Рів'єр-дю-Лу
- Аеропорт Шербрук

## Авіаподії і нещасні випадки
- 23 червня 2010 року, літак Beechcraft A100 King Air. Незабаром після зльоту з Міжнародного аеропорту імені Жана Лесажа пілот лайнера повідомив про проблеми з двигуном і про намір повернутися в аеропорт вильоту. При заході на посадку літак розбився у відкритому полі в двох кілометрах від злітно-посадкової смуги аеропорту. Загинули всі сім чоловік, що знаходилися на борту[10].